# Lista episoadelor din Beyblade V-Force
Această listă cuprinde toate episoadele a celei de-a treia serie Beyblade, V-Force.

## Lista episoadelor
1. Shot Down in Flames!
2. The Search for Mr. X
3. Unseen and Unleashed
4. Searching For Dragoon
5. Guess Who's Back in Town?
6. The Magtram Threat
7. The Reunion Begins
8. Return of The Bladebreakers!
9. La Isla Bey-Nita
10. The Island of No Return
11. The Evil Island of Dr. B
12. Bring Me Dranzer
13. Testing One, Two, Three
14. Gideon Raises Gerry
15. Show Me The Bit Beasts!
16. Psykick's New Recruit
17. Hilary's Bey-B-Que
18. When Friends Become Foes
19. Their Own Private Battles
20. The Power Half Hour!!
21. The Battle Tower Showdown
22. Max Takes One For The Team
23. The Bigger The Cyber Driger... The Harder It Falls...
24. Ghost in The Machine
25. Raising Kane!!
26. Cyber Dragoon Takes Control!
27. Building the Perfect Bit Beast
28. Hot Rock
29. Bad Seed in The Big Apple
30. Get a Piece of The Rock!
31. Attack of The Rock Bit Beast
32. Lots Of Questions... Few Answers
33. Rock Bottom!
34. Itzy Bey-Itzy Spider
35. See No Bit-Beast, Hear No Bit-Beast
36. Friends and Enemies
37. Beybattle at the Bit Beast Corral
38. The Fate of The Spark Battle
39. The Bit Beast Bond
40. Squeeze Play
41. Who's Your Daddy?
42. Fortunes Dear and Dire
43. Kai's Royal Flush
44. The Calm Before The Storm
45. Zeo Vs. Ozuma
46. Black & White Evil Powers
47. Deceit From Above
48. Phoenix Falling
49. The Enemy Within
50. Clash of the Tyson
51. Destiny of The Final Battle